# Jazzamor
Jazzamor — немецкий дуэт Роланда Гроша и Беттины Мишке, основанный в 2001 году. Коллектив исполняет эйсид-джаз, лаунж, босса-нову, ню-джаз, лёгкую и электронную музыку.

## О группе
Коллектив основали профессиональный звукоинженер Роланд Граш и певица Беттина Мишке (в браке Беттина Штайнгасс (Bettina Steingass)). На их творчество большое влияние оказал джаз 60-х годов и босса-нова. Дебютный альбом Lazy Sunday Afternoon был издан в 2002 году, а также получил хорошие отзывы от критиков, которые отмечали на нём удачный сплав различных жанров, таких как поп, латино, босса-нова, ню-джаз и классическая музыка.
Второй альбом A Piece of My Heart, выпущенный в 2004 году и включавший в себя кавер-версии на композиции Боба Дилана, был прохладно встречен критиками, посчитавшими его слишком «слащавым».
Третий альбом, названный Travel, поступил в продажу в 2006 году и был положительно оценён в прессе, где музыку Граша и Мишке назвали медленной, качественной и хорошей. На нём дуэт изменил свой стиль в сторону евро-попа. Четвёртая работа коллектива Beautiful Day была представлена публике в 2007 году, которая также появилась и в России. По словам самих музыкантов, на Beautiful Day стиль Jazzamor претерпел большие изменения: Граш и Мишке добавили к своему звучанию такие жанры, как электронная музыка и трип-хоп, хотя большинство песен сочетают в себе элементы джаза и босса-новы. Участники дуэта приложили немало усилий для записи пластинки, записанной за короткий срок — 2 месяца. В поддержку альбома группа провела турне, в рамках которого Мишке и Граш посетили Германию, Восточную Европу и Россию. Песня «Way Back» использовалась в рекламном ролике Nikon Coolpix, благодаря чему Jazzamor стали известны на родине, в Германии.
Новый альбом коллектива Lucent Touch, изданный в 2011 году, заслужил похвальные оценки от критиков. Борис Барабанов из газеты «Коммерсантъ» отметил, что для Jazzamor, как и для их свежей работы, характерна доступность и дружелюбная писательская манера по отношению к публике. На Lucent Touch отчетливо проявились хорошо проработанная партия контрабаса, техничный звук гитары и фортепиано.
В 2012 году немецкие музыканты приезжали в Россию на гастроли. Выступление коллектива в Санкт-Петербурге было восторженно оценено критиками. Роман Нестеренко из журнала Fuzz назвал дуэт «уникальным явлением», особенно выделив великолепное исполнение, а их музыку — нежной, чувственной и откровенной. По его мнению, не каждая группа, исполняющая джаз, может оставить романтичный отблеск в каждом без исключения. В шоу также принимал участие перкуссионист и барабанщик Карлос Серрано дель Рио, неизвестный публике саксофонист. В 2013 году музыканты отметили свой юбилей 10-летнего существования.
Согласно мнению обозревателей, дуэт играет музыку, близкую к эйсид-джазу и лаунжу, в которых сочетаются элементы академической музыки, босса-новы, электронной музыки, ню-джаза, хотя большинство композиций представлено в стиле поп и легкая музыка. Как полагают критики, их музыка напоминает о Латинской Америке, либо о стильных 60-х годах.

## Состав
Jazzamor
- Роланд Грош — фортепиано, электропиано, синтезатор
- Беттина Мишке — вокал

Музыканты, игравшие с группой во время концертов
- Хуан Песо — гитара
- Потти Пилер — перкуссия
- Ленни Мак Довелл — флейта
- Андреас Бэйлесс — гитара
- Хорхе Галбассини — бандонеон
- Роберт Копп — перкуссия

## Дискография
- Lazy Sunday Afternoon (2002)
- A Piece of My Heart (2004)
- Travel (2006)
- Beautiful Day (2007)
- Selection: Songs for a Beautiful Day (2008)
- Lucent Touch (2011)
- Strange to Be in Paradise (2017)
- Music en Vogue (2019)
- From the edge of time (2023)